# Torneo Godó 2002
Torneo Godó 2002 — тенісний турнір, що проходив на кортах з твердим покриттям у місті Барселона, Іспанія з 22 квітня . Належав до категорії ATP International Series Gold, був турніром серії Відкритий чемпіонат Барселони з тенісу 2002 року.

## Фінальна частина

### Одиночний розряд
Гастон Гаудіо —  Альберт Коста 6–4, 6–0, 6–2

### Парний розряд
Майкл Гілл /  Даніель Вацек —  Лукас Арнольд Кер /  Гастон Етліс 6–4, 6–4